# أوديت نارايان
اوديت نارايان उदित नारायण झा (ولد في 1 ديسمبر 1955 في نيبال) هو موسيقي ومغني وممثل هندي شهير. اشتهر بأدائه للعديد من أغاني الأفلام الهندية التي تنتجها بوليوود بطريقة بلاي باك.
في عام 1978، حصل على منحة مكنته الانتقال إلى مومباي حيث درس الموسيقى الهندية لمدة ست سنوات. ثم بدأ بعدها حياته المهنية في بوليوود عام 1980، عندما تم تعيينه من قبل راجيش روشان لغناء أغنية Unees Bees.
لكن النجاح لم يحالفه إلا في عام 1988 بفيلم من كارثة إلى كارثة من بطولة عامر خان وجوهي تشاولا، خول له الفوز بالأوسكار الهندي جائزة فيلم فير. وهو نفس الفيلم الذي كشف عن الممثلين الصاعدين أنذاك عامر خان وجوشي تشاولا، وكذلك المغنية الهندية ألكا ياجنيك.
لكن نجاحه وشهرته كان دائما مترافقا مع الممثل الهندي الشهير شاروخ خان الذي تعامل معه كثيرا في عدد من أفلام.

## الجوائز والتكريمات

### جوائز مدنية
- 2016 : وسام بادما بهوشان ثالث أعلى تكريم مدني في الحكومة الهندية.
- 2016 : جائزة الشجاعة الوطنية من ولاية ماهاراشترا في قصر راج بهافان.
- 2016 : تكريمه خلال حفل صواب هيماني مومباي كار أواردز.
- 2016 : جائزة لجنة التحكيم الخاصة خلال حفل جوائز ميرشي الموسيقية.
- 2015 : جائزة لاتا مانغيشكار الوطنية من حكومة ماديا براديش الهندية.
- جائزة كيشور كومار التذكارية للموسيقى قدمها زعيم المؤتمر الوطني الهندي لولاية كيرالا (S. Krishna Kumar).
- 2015 : جوائز مؤسسة داداشيب فالك فيلم.
- 2015 : جوائز الدكتور أمبيدكار في مومباي.
- 2015 : تكريمه على أدائه الاستثنائي في صناعة البهوجبوري.
- 2009 : وسام بادما شري رابع أعلى تكريم مدني من الحكومة الهندية.

## روابط خارجية
- أوديت نارايان على موقع IMDb (الإنجليزية)
- أوديت نارايان على موقع ميوزك برينز (الإنجليزية)
- أوديت نارايان على موقع أول ميوزيك (الإنجليزية)
- أوديت نارايان على موقع ديسكوغز (الإنجليزية)
- أوديت نارايان على موقع قاعدة بيانات الفيلم (الإنجليزية)